# Troilo II de' Rossi
(Vincenzo Carrari)
Troilo II de' Rossi (San Secondo, 1525 circa – San Secondo, 31 gennaio 1591) è stato un nobile, militare e condottiero italiano, terzo marchese di San Secondo e ottavo conte dello stesso.
Troilo II fu uno dei più illuminati committenti dell'apparato pittorico della rocca dei Rossi di San Secondo Parmense. In aggiunta, lo storico Bonaventura Angeli gli dedicò la seconda parte della sua storia di Parma La historia della città di Parma et la descrittione del fiume Parma.

## Biografia

### Famiglia d'origine
Appartenente al casato dei Rossi di San Secondo, era figlio di Pier Maria III de' Rossi e Camilla Gonzaga; era fratello del condottiero Sigismondo de' Rossi e del cardinale Ippolito de' Rossi.

### Investiture e carriera militare
Alla morte del padre Pier Maria III de' Rossi, avvenuta nel 1547, gli succedette come Conte di San Secondo, assistendo al burrascoso quanto incerto periodo della creazione del Ducato di Parma e Piacenza sotto la dinastia dei Farnese. Dal padre ereditò il titolo di comandante delle fanterie italiane al servizio del Regno di Francia. Dai francesi, schierati apertamente dalla parte dei Farnese, si distaccò subito; anche se nella guerra di Parma non prese posizione marcata, finì per unirsi alle truppe pontificie, con la carica di colonnello, con le quali partecipò all'assedio della Mirandola del 1551. Vincolato al giuramento di fedeltà al Papa Giulio III, si oppose più volte alle pressione del duca di Parma Ottavio Farnese, affinché facesse atto di vassallaggio al neonato ducato di Parma e Piacenza. Tra il 1554 e il 1555 militò al servizio di Cosimo de Medici, partecipando all'impresa di Siena. Nel dicembre del 1556, di fronte ad una lettera del Re Filippo II di Spagna, il quale ordinava al Rossi di cedere San Secondo ai Farnese, dovette cedere. Nel ventennio tra il 1560 e il 1580, dopo essersi riappacificato con i Farnese, fu al servizio del Ducato di Milano con il grado di capitano di cavalleria e delle armate del Re di Spagna Filippo II. Nel 1570 Trolio II accompagnò Cosimo I de' Medici a Roma quando ricevette da papa Pio V in titolo di Granduca di Toscana.

### Morte
Troilo II morì il 31 gennaio 1591 e fu sepolto a San Secondo nell'oratorio di Santa Caterina all'interno della Rocca.

## Committenze pittoriche per la Rocca di San Secondo
Troilo II de' Rossi è ricordato soprattutto per aver voluto abbellire e decorare la Rocca di San Secondo; alla sua volontà si devono le rappresentazioni e decorazioni delle sale di rappresentanza, e soprattutto la realizzazione e decorazione della sala delle Gesta Rossiane.

## Matrimoni e discendenza
Troilo II sposò Eleonora Rangoni dei Rangoni di Modena e da lei ebbe due figli:
- Bianca;
- Pietro Maria (1551-1590).

Dopo la morte della moglie avvenuta nel 1569 si risposò ed ebbe un'altra figlia:
- Giulia.

## Ascendenza
|                                                      |                                         |                                             | Genitori                                                |  |  | Nonni |  |  | Bisnonni                                   |  |  | Trisnonni                                        |  |
|                                                      |                                         |                                             |                                                         |  |  |       |  |  | Giovanni de' Rossi, V conte di San Secondo |  |  | Pier Maria II de' Rossi, IV conte di San Secondo |  |
|                                                      |                                         |                                             |                                                         |  |  |       |  |  | Giovanni de' Rossi, V conte di San Secondo |  |  | Pier Maria II de' Rossi, IV conte di San Secondo |  |
|                                                      |                                         | Antonia Torelli                             |                                                         |  |  |       |  |  | Giovanni de' Rossi, V conte di San Secondo |  |  |                                                  |  |
| Troilo I de' Rossi, I marchese di San Secondo        |                                         |                                             |                                                         |  |  |       |  |  | Giovanni de' Rossi, V conte di San Secondo |  |  |                                                  |  |
|                                                      |                                         | Angela Scotti Douglas                       | Francesco Scotti Douglas, conte di Carpaneto e Vigoleno |  |  |       |  |  |                                            |  |  |                                                  |  |
|                                                      |                                         | Angela Scotti Douglas                       | Francesco Scotti Douglas, conte di Carpaneto e Vigoleno |  |  |       |  |  |                                            |  |  |                                                  |  |
|                                                      |                                         | Angela Scotti Douglas                       | …                                                       |  |  |       |  |  |                                            |  |  |                                                  |  |
| Pier Maria III de' Rossi, II marchese di San Secondo |                                         | Angela Scotti Douglas                       |                                                         |  |  |       |  |  |                                            |  |  |                                                  |  |
|                                                      |                                         | Girolamo Riario, signore di Imola e Forlì   | Paolo Riario                                            |  |  |       |  |  |                                            |  |  |                                                  |  |
|                                                      |                                         | Girolamo Riario, signore di Imola e Forlì   | Paolo Riario                                            |  |  |       |  |  |                                            |  |  |                                                  |  |
|                                                      |                                         | Girolamo Riario, signore di Imola e Forlì   | Bianca della Rovere                                     |  |  |       |  |  |                                            |  |  |                                                  |  |
| Bianca Riario                                        |                                         | Girolamo Riario, signore di Imola e Forlì   |                                                         |  |  |       |  |  |                                            |  |  |                                                  |  |
|                                                      |                                         | Caterina Sforza                             | Galeazzo Maria Sforza, duca di Milano                   |  |  |       |  |  |                                            |  |  |                                                  |  |
|                                                      |                                         | Caterina Sforza                             | Galeazzo Maria Sforza, duca di Milano                   |  |  |       |  |  |                                            |  |  |                                                  |  |
|                                                      |                                         | Caterina Sforza                             | Lucrezia Landriani                                      |  |  |       |  |  |                                            |  |  |                                                  |  |
| Troilo II de' Rossi, III marchese di San Secondo     |                                         | Caterina Sforza                             |                                                         |  |  |       |  |  |                                            |  |  |                                                  |  |
|                                                      | Federico I Gonzaga, marchese di Mantova | Ludovico III Gonzaga, marchese di Mantova   |                                                         |  |  |       |  |  |                                            |  |  |                                                  |  |
|                                                      | Federico I Gonzaga, marchese di Mantova | Ludovico III Gonzaga, marchese di Mantova   |                                                         |  |  |       |  |  |                                            |  |  |                                                  |  |
|                                                      | Federico I Gonzaga, marchese di Mantova | Barbara von Brandenburg                     |                                                         |  |  |       |  |  |                                            |  |  |                                                  |  |
| Giovanni Gonzaga, signore di Vescovato               | Federico I Gonzaga, marchese di Mantova |                                             |                                                         |  |  |       |  |  |                                            |  |  |                                                  |  |
|                                                      |                                         | Margarete von Bayern                        | Albrecht III, duca di Baviera                           |  |  |       |  |  |                                            |  |  |                                                  |  |
|                                                      |                                         | Margarete von Bayern                        | Albrecht III, duca di Baviera                           |  |  |       |  |  |                                            |  |  |                                                  |  |
|                                                      |                                         | Margarete von Bayern                        | Anna von Braunschweig-Grubenhagen                       |  |  |       |  |  |                                            |  |  |                                                  |  |
| Camilla Gonzaga                                      |                                         | Margarete von Bayern                        |                                                         |  |  |       |  |  |                                            |  |  |                                                  |  |
|                                                      |                                         | Giovanni II Bentivoglio, signore di Bologna | Annibale I Bentivoglio, signore di Bologna              |  |  |       |  |  |                                            |  |  |                                                  |  |
|                                                      |                                         | Giovanni II Bentivoglio, signore di Bologna | Annibale I Bentivoglio, signore di Bologna              |  |  |       |  |  |                                            |  |  |                                                  |  |
|                                                      |                                         | Giovanni II Bentivoglio, signore di Bologna | Donnina Visconti                                        |  |  |       |  |  |                                            |  |  |                                                  |  |
| Laura Bentivoglio                                    |                                         | Giovanni II Bentivoglio, signore di Bologna |                                                         |  |  |       |  |  |                                            |  |  |                                                  |  |
|                                                      |                                         | Ginevra Sforza                              | Alessandro Sforza, signore di Pesaro                    |  |  |       |  |  |                                            |  |  |                                                  |  |
|                                                      |                                         | Ginevra Sforza                              | Alessandro Sforza, signore di Pesaro                    |  |  |       |  |  |                                            |  |  |                                                  |  |
|                                                      |                                         | Ginevra Sforza                              | …                                                       |  |  |       |  |  |                                            |  |  |                                                  |  |
|                                                      |                                         | Ginevra Sforza                              |                                                         |  |  |       |  |  |                                            |  |  |                                                  |  |